# Conservative Political Action Conference

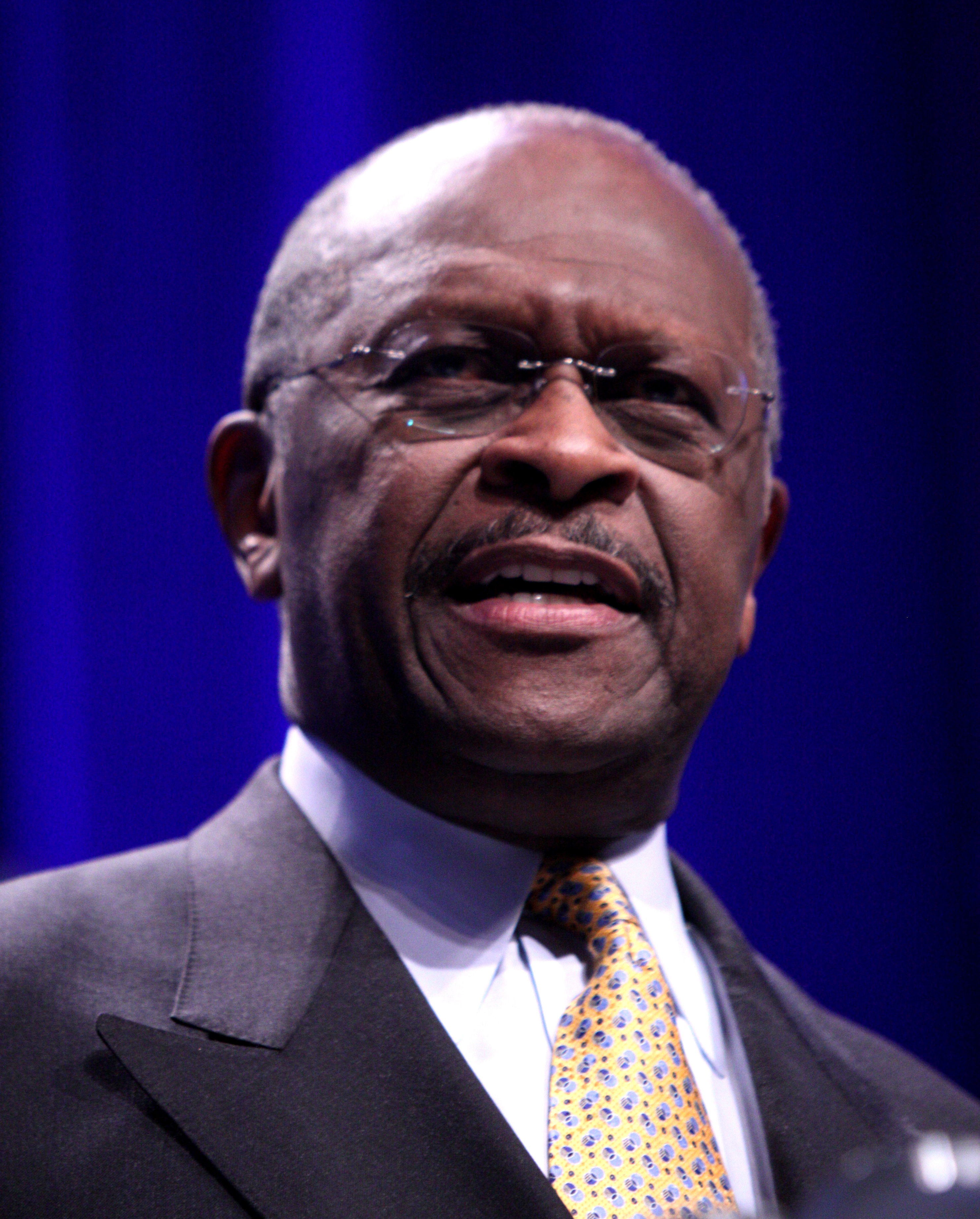
Herman Cain op CPAC 2011

De Conservative Political Action Conference, doorgaans CPAC genoemd (spreek uit als sie-pek), is een jaarlijkse politieke bijeenkomst van conservatieve activisten en politici in de Verenigde Staten. Het evenement wordt georganiseerd door de American Conservative Union. 
Een belangrijk onderdeel van de conventie is de zogenaamde straw poll, een informele stemming waarin de aanwezigen hun voorkeur uitdrukken over mogelijke presidentskandidaten, al worden er ook andere vragen gesteld. De CPAC straw poll geldt als een peiling naar de gevoelens van de conservatieve beweging in de VS en wordt daarom in verkiezingsjaren nauwgezet gevolgd door de media. In 2013, 2014 en 2015 won de libertair-conservatieve senator Rand Paul de peiling, in de volgende jaren Donald Trump.
Ook wie uitgenodigd wordt om het publiek toe te spreken, kan gezien worden als een indicator van welke conservatieve politici op dat moment populair zijn.
In nauw met de VS verbonden landen als Brazilië, Australië, Hongarije en Zuid-Korea zijn soortgelijke conferenties ontstaan.